# Gene Evans
Eugene Barton Evans, född 11 juli 1922 i Holbrook, Arizona, död 1 april 1998 i Jackson, Tennessee, var en amerikansk skådespelare.

## Roller i urval
- 1949 – På liv och död
- 1951 – Sensationen för dagen
- 1951 – Bajonett på!
- 1951 – Stålhjälmen
- 1954 – Havets demoner
- 1957 – Det finns inga gränser
- 1959 – Operation kjoltyg
- 1963 – Shock Corridor
- 1966 – Perry Mason (TV-serie)
- 1967 – The War Wagon
- 1968 – Slaget vid Anzio!
- 1969 – Akta're för sheriffen
- 1970 – Balladen om Cable Hogue
- 1971 – Latigo
- 1972 – Alias Smith & Jones (TV-serie)
- 1973 – Pat Garrett och Billy the Kid
- 1973 – Sheriffen rensar stan
- 1976 – Familjen Macahan (TV-serie)
- 1979 – Charlies änglar (TV-serie)
- 1985 – The A-Team (TV-serie)
- 1987 – Scarecrow and Mrs. King (TV-serie)